# Federazione calcistica dell'Algeria
La Federazione calcistica dell'Algeria (fra. Fédération Algérienne de Football; arabo الاتحادية الجزائرية لكرة القد, acronimo FAF) è l'ente che governa il calcio in Algeria.
Fondata nel 1962, si affiliò alla FIFA nel 1963 e alla CAF l'anno seguente. Ha sede nella capitale Algeri e gestisce, tramite la Ligue de Football Professionnel, il campionato nazionale, la coppa nazionale, la supercoppa nazionale e la nazionale del paese.